# Donkere halsbandloper
De donkere halsbandloper (Patrobus atrorufus) is een keversoort uit de familie van de loopkevers (Carabidae). De wetenschappelijke naam van de soort werd in 1768 gepubliceerd door Hans Strøm.